# August Lindgren
Pour les articles homonymes, voir Lindgren.
August Ludvig Lindgren (1er août 1883 – 1er juin 1945) est un footballeur amateur danois.

## Biographie
Il est international danois à quatre reprises pour trois buts. 
Il remporte le tournoi de football aux Jeux olympiques intercalaires de 1906, non reconnu par le Comité international olympique et la FIFA. Il obtient la médaille d'argent lors des Jeux olympiques de 1908 organisés à Londres. Il dispute trois matchs lors du tournoi olympique, inscrivant deux buts lors de la demi-finale contre la France (le Danemark marquera finalement 17 buts !).
August Lindgren passe toute sa carrière de joueur au B 93 Copenhague.

## Buts en sélections
| Buts en sélection de August Lindgren | Buts en sélection de August Lindgren | Buts en sélection de August Lindgren | Buts en sélection de August Lindgren | Buts en sélection de August Lindgren | Buts en sélection de August Lindgren | Buts en sélection de August Lindgren |
| #                                    | Date                                 | Lieu                                 | Adversaire                           | Score                                | Résultats                            | Compétitions                         |
| ------------------------------------ | ------------------------------------ | ------------------------------------ | ------------------------------------ | ------------------------------------ | ------------------------------------ | ------------------------------------ |
| 1                                    | 22 octobre 1908                      | White City Stadium, Londres          | France                               | 4-1                                  | 17-1                                 | Jeux olympiques d'été de 1908        |
| 2                                    | 22 octobre 1908                      | White City Stadium, Londres          | France                               | 5-1                                  | 17-1                                 | Jeux olympiques d'été de 1908        |
| 3                                    | 5 mai 1910                           | Frederiksberg                        | Angleterre                           | 1-0                                  | 2-1                                  | Match amical                         |